# 215592 Normarose
215592 Normarose este un asteroid din centura principală de asteroizi.

## Descriere
215592 Normarose este un asteroid din centura principală de asteroizi. A fost descoperit pe 3 august 2003 la Norma Rose de Riffle, J., Yeung, W. K. Y.. Asteroidul prezintă o orbită caracterizată de o semiaxă mare de 2,69 ua, o excentricitate de 0,08 și o înclinație de 8,4° în raport cu ecliptica.